# San Eleuterio (Museo Catedralicio de Orense)
San Eleuterio es una obra anónima realizada en 1635. Está ubicada en el Museo Catedralicio de Orense (Galicia, España).

## Historia

### San Eleuterio
Eleuterio, decimotercer papa de la Iglesia católica, nació aproximadamente en el año 130 en la pequeña ciudad de Nicópolis. Decidido a servir a Dios, se convirtió en diácono y trabajó al lado de varios obispos importantes, entre ellos Sotero y Aniceto, predecesores de Eleuterio en el cargo pontificio. Tras ser elegido papa, Eleuterio se erigió como un firme opositor al montanismo, movimiento iniciado por el teólogo Montano el cual difería en algunos aspectos de la doctrina tradicional cristiana. Entre los hechos históricos que se adjudican a Eleuterio destaca un decreto papal mediante el que se defendía el no rechazo a la comida al ser considerada un regalo de Dios, lo que suponía condenar abiertamente el ayuno, si bien el acontecimiento más importante en el que supuestamente se vio involucrado el pontífice son las misiones en Gran Bretaña, las cuales habrían dado inicio con una carta en la que el rey Lucio manifestaba a Eleuterio su deseo de convertirse al cristianismo. Se desconocen la fecha y circunstancias que rodearon la muerte del papa, aunque lo más probable es que falleciese en 189, año coincidente con el final de su pontificado; algunas fuentes afirman que fue martirizado, mientras que otras sostienen que su deceso fue producto del sufrimiento causado por sus oponentes. Inicialmente sepultado en la Colina Vaticana, su cuerpo sería exhumado y trasladado a dos emplazamientos distintos de Roma: la Iglesia de San Juan della Pigna y la Iglesia de Santa Susana.

### Relicario
La obra, consistente en un relicario, fue realizada en 1635 tal y como se desprende del cabildo celebrado el 21 de mayo de dicho año:

Se trato de cómo algunas de las Santas Reliquias que hay en esta S.Y. estaban sin cajas, ni biriles, que era conveniente se pusiesen en ellas para que estuviesen con más decencia y se supiesen los nombres de los Santos que eran. Se comisionó al Sr. Dr. Armida para mandarlas hacer de plata; y que una de las reliquias o costillas de San Eleuterio se ponga aparte en caxa de madera que se pueda tocar a los enfermos o mordidos de perros rabiosos o serpientes por la mucha devoción que se tiene con este glorioso santo en semejantes mordeduras y otras enfermedades de peste, así en personas como en ganados que suelen venir de muchas partes movidos los dueños a devoción de estas Santas Reliquias con confianza de sanar por intercesión del glorioso San Eleuterio.: 15–16 

Un mes después, el 26 de junio, Armida dio cuenta del encargo de este relicario, anotación registrada en las actas capitulares y recogida por el canónigo Juan Bautista Casas en un reconocimiento llevado a cabo en 1903:

En 21 de mayo de 1635 se acordó hacer de plata algunas cajas y viriles para algunas de las Santas reliquias y que una de las costillas de San Eleuterio se ponga aparte en caja de madera, para que se pueda tocar a los enfermos mordidos de perros rabiosos o serpientes por la mucha devoción que se tiene al glorioso Santo. Y en 26 junio del mismo año consta que se hizo una mano de plata para un dedo de San Martín, un cuerpo para las costillas y tabletas del Santo Pontífice Eleuterio, otro cuerpo para las costillas de Santa María Magdalena, y los brazos para las reliquias de San Rosendo y San Torcuato.: 302 

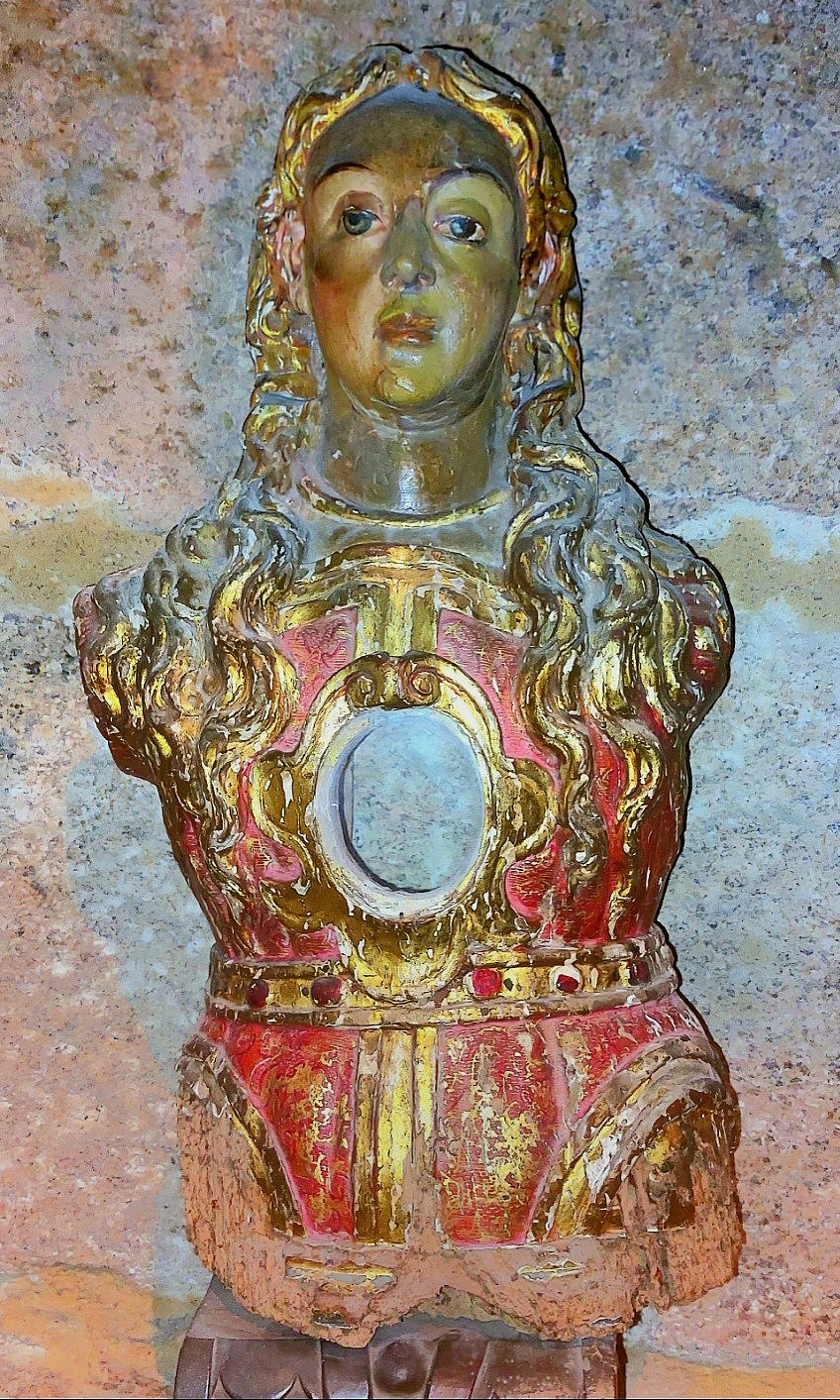
Relicario de Santa María Magdalena (anónimo, 1635). Museo Catedralicio de Orense.

Del mismo modo, gracias a las actas capitulares se sabe que el 11 de julio de 1721 «se acordó que las llaves de los cajones en que están las reliquias portátiles se pongan en el archivo, quedando fuera la de San Eleuterio para consuelo del gran concurso de gente que viene a adorar la reliquia».: 305  Pese a que el relicario representa al papa San Eleuterio, en este caso se produjo una suplantación puesto que inicialmente el santo venerado era el mártir San Eleuterio, obispo de Iliria que padeció en torno a 130 en Mesina y que gozaba de gran veneración en Galicia además de figurar en el Martirologio Jeronimiano el 18 de abril junto a su madre, llamada Antea o Antía. En principio las reliquias conservadas en la catedral orensana fueron identificadas como un báculo, si bien con el tiempo pasarían a ser referidas como costillas pese a ser restos de madera, convirtiéndose San Eleuterio mártir en el pontífice dado el aumento de categoría que implicaba hallarse en posesión de las reliquias de un papa, dándose esta confusión para cuando se encargó el relicario.: 224 
En lo tocante a su autoría, se desconoce quién ejecutó la pieza y dónde pudo haber sido facturada, aunque lo más probable es que se encomendase la obra a algún escultor o taller orensano, el cual debía ser sin duda de reconocido prestigio ya que la seo no tenía por costumbre hacer encargos a artistas de bajo nivel o de valía no reconocida,: 98  pudiendo ser Juan de Acosta Losada el autor debido a su notable actividad en la capital orensana: 224  y al parecido que el relicario guarda con la talla de San Buenaventura ejecutada por el escultor hacia 1631 y conservada en el Museo Catedralicio. Sin embargo, el trabajo pudo haber sido confiado a algún taller gallego fuera de los límites de la provincia o incluso podría tratarse de una pieza de factura castellana dadas las similitudes que alberga con el relicario de San Diego custodiado en el Convento de Santa Clara de Monforte de Lemos, obra del siglo xvii. En el relicario de San Eleuterio puede apreciarse una muy leve influencia napolitana debido a cierta semejanza con los relicarios de San Jacinto, San Vicente Ferrer, San Pablo Mártir y Santo Tomás de Aquino custodiados en la Colegiata de Santa María de Borja, todos ellos obra de Giovan Battista Gallone hacia 1608,: 107–109  aunque es mucho más notable la influencia portuguesa ya que la obra orensana alberga importantes similitudes con varios de los relicarios expuestos en el Museo Pío XII de Braga además de con, entre otros, el relicario de Santa Lucía conservado en el Monasterio de San Benito de Salvador, pieza facturada en el siglo xvii por Agostinho da Piedade,: 64  escultor que pese a desarrollar la totalidad de su labor en Brasil, recibió formación muy probablemente en la Abadía de Santa María de Alcobaza, sede de una importante escuela de arte sacro.: 120–122 
La influencia lusa queda remarcada además por el parecido que el relicario de Santa Lucía guarda con el de Santa María Magdalena custodiado en el Museo Catedralicio, el cual fue encargado por Armida junto con el relicario de San Eleuterio, siendo ambas piezas por tanto obra del mismo taller o, incluso, del mismo artista, si bien a diferencia del relicario del pontífice, el de Santa María Magdalena, en pésimas condiciones de conservación, ya no alberga las reliquias para las que en principio se fabricó dicho relicario, consistentes en dos costillas hoy guardadas en un expositor de cristal y plata del siglo xviii,: 15  obra probablemente de Francisco Villarroel. El quehacer de los talleres barrocos portugueses tuvo su entrada en tierras orensanas gracias a Alonso Martínez Montánchez, escultor natural de Chaves afincado en Orense desde finales del siglo xvi y muy activo en la provincia, contando con un taller que dejó su impronta en el sur de Galicia a través de obras de gran importancia, como el coro del Monasterio de Santa María de Montederramo, destacando por su parecido con el relicario de San Eleuterio la talla de la Virgen de la O custodiada en el Museo Catedralicio, realizada por Montánchez al poco de afincarse en Orense. Cabe destacar que junto con este artista arribaron otros de gran prestigio, como Manuel Arnao Leitao, Manuel de Abelar y Fructuoso Manuel, todos formados en Oporto o Braga, los dos ambientes artísticos de referencia en la Portugal de entonces.: 320–321  Junto con los anteriormente mencionados destacan a su vez importantes entalladores como Amaro González, Bartolomé Ares de Canabal, Alonso López, Cornelio Guillermo, Juan López, Alonso de Freiría, Francisco Gómez y Damián Fernández, quienes fueron muy activos en la provincia en la primera mitad del siglo xvii y pudieron haber influenciado en mayor o menor medida al autor del relicario, hallándose la tumba de González en la Iglesia de San Francisco y la de Canabal en la catedral.: 365–368 : 188 

### Reliquias
Las reliquias que la obra alberga en su interior, consistentes en dos tablillas forradas con tela roja, aparecen documentadas por vez primera en la visita efectuada por el obispo Antonio Ramírez de Haro en 1539, momento en que dichas reliquias se guardaban en una arqueta de marfil:

Reliquias: Item una caja de marfil grande labrada de bulto al aforrada por dentro de damasco blanco con los manteles dentro de ella de Santa Eufemia en que estaba su cuerpo y el anillo de oro con una piedra morada de la dicha santa e una toca e unas baras de san Loutel e dos mosqueadores que no son reliquias, mandose sacar de allí.

Las reliquias volverían a ser mencionadas, junto con varios artículos vinculados a Santa Eufemia, con motivo de la visita del obispo Francisco Manrique de Lara en 1543, año en que el prelado donó a la seo el cráneo de Santa Constanza:

Iten una arquilla grande de marfil labrada de figuras de bulto y árboles alrededor forrada en damasco blanco y dentro de ella en una bolsa de cuero dorada están unas reliquias de San Lautel que dicen ser del báculo y Dancia su madre y dicen aprovechaban con ellas a los que están de mal de rabia tocando con ellas. Está dentro de la dicha arca una toca que tiene siete palmos de largo y uno y medio de ancho que es de la virgen Santa Eufemia que tenía su la cabeza cuando fue hallada tiene alrededor por la una parte de colorado y blanco y al un cabo otras dos orillas coloradas y verdes. Y así mismo está dentro una sábana por encima como manteles con unos lazos labrados con hilo tiene 20 palmos de largo y seis de ancho en la cual hallaron envuelto el cuerpo de la gloriosa virgen Santa Eufemia. Y así mismo un anillo de oro de la dicha virgen que está en una caja de plata y dentro de una bolsa colorada y tiene una piedra morada que dicen no era amatista mandó su señoría al sacristán so pena de excomunión y de cuatro ducados que no lo preste a nadie sin su licencia o del cabildo. Todo esto que no se preste sino por un día y por muy gran necesidad. Y así mismo se halló dentro de la dicha arca una cruz con unos veriles y unos papeles escritos, que es de palo y dicen la dio un Camporramiro que la trajo de Roma y un hisopo chiquito, mandó su señoría que por ser cosa del saco que lo quitasen de ellas estas reliquias para que si alguno las quisiera llevar a Roma se le den. Y porque su señoría fue informado que la caja donde estaba las dichas reliquias que es de marfil grande y ciertas almohadas de estrado que las trujeron del saco de Roma mandó que todo se torne, sabiéndose cuyo fuere que se restituya de la manera que nuestro muy Santo Padre mandó restituir las cosas del saco y la llave de la dicha caja de marfil grande dio su señoría en guarda al cardenal Juan de Deza que como más antiguo la tenga en guarda.

Nuevamente son mencionadas las reliquias en la visita efectuada por el obispo Fernando Tricio de Arenzana en 1568:

Otra arquilla grande de marfil labrada de figuras de bulto y árboles alrededor, forrada en damasco blanco y dentro de ella una bolsa de cuero dorada están en ella unas reliquias de San Lautel que deben ser del báculo y Dancia su madre y dicen aprovechaban con ella a los que están de mal de rabia tocando con ellas. Así mismo está dentro en la dicha arca una toca que tiene siete palmos de largo y un medio de ancho que es de la virgen Santa Eufemia que tenía en la cabeza cuando fue hallada, tiene alrededor por la una parte de Colorado y blanco y a un cabo otras dos orillas colorado y verde. Así mismo está dentro una sábana como manteles con unos lazos labrados con hilo tiene 20 palmos de largo y seis de ancho en la cual hallaron envuelto el cuerpo de la gloriosa virgen Santa Eufemia, así mismo un anillo de oro de la dicha virgen que está en una caja de plata y dentro de una bolsa colorada y tiene una piedra morada que dice [...]. Esta caja de marfil se mandó limpiar y que se ponga en el altar mayor en que se ponga el santísimo Sacramento y que para estas Santa reliquias se haga otra caja. Así mismo se halló dentro de la dicha arca una Cruz con unos viriles y unos papeles escritos que es de palo y dicen la dio un Camporramiro que la trajo de Roma y un hisopo chiquito.

Descrita la arqueta incorrectamente como morisca por Ambrosio de Morales en 1572, las reliquias vuelven a ser mencionadas en la visita del obispo Juan de Sanclemente en 1583:

Otra caja grande de marfil aforrada en tafetán y con su llave en cuyo contorno hay figuras de bulto de la historia de Santa Susana dentro de esta caja hay una bolsa de cuero dorada y dentro unas reliquias que dicen ser del báculo de San Eleuterio obispo y otras de ancia su madre en las que puso nuestro señor la virtud que con su tacto sanan los que tienen mal de rabia y más 3 piezas cubiertas con telilla de seda y tres huesos descubiertos. En esta arca está una sábana que dicen ser de Santa Eufemia fue hallada es un monumento y está labrada de filo blanco. más está en ella un anillo de oro de Santa Eufemia guarnecido o engastado en una caja como Agnus dei con su red de plata. Iten está en la dicha caja la toca de Santa Eufemia que tiene siete palmos.

Pese a que la primera mención a las reliquias se produjo en el siglo xvi, San Eleuterio ya gozaba de gran fama en Orense y el resto de Galicia desde al menos el siglo xii, pues un gran número de fundaciones románicas llevan su nombre, además de haber contado en su momento con un altar en la catedral (cuya advocación cambiaría para venerarse en su lugar a los santos Facundo y Primitivo),: 102  así como con una jaculatoria alusiva a su poder milagroso sobre la rabia:: 594 

Can da rabia
Tente en ti
Que o San Alauterio
Está no medio
De min e de ti.
Perro de la rabia
Tente en ti
Que el San Eleuterio
Está en el medio
De mi y de ti.

## Descripción
El relicario, con unas medidas de 49 × 33 × 18 cm, consiste en un busto el cual arranca desde la cintura. San Eleuterio es mostrado como un hombre joven e imberbe de rasgos suaves y redondeados; destacan en el rostro una nariz fina y puntiaguda, unos ojos levemente cerrados, una boca entreabierta de labios carnosos y unos pómulos caídos en los que resalta una intensa policromía rojiza que ayuda a potenciar la lozanía de la que hace gala la figura, dotada de unas delgadas aunque potentes cejas además de un mentón pronunciado. El cabello, compuesto de las ondulaciones típicas del entonces floreciente barroco, se dispone ordenadamente a ambos lados del rostro, destacando un mechón en el centro asomando por debajo de la tiara papal, de factura bastante elaborada en contraste con el resto de la imagen, de hechura un tanto rudimentaria y poca calidad artística. Permitiendo apreciar un cuello cilíndrico, la vestimenta se compone de una casulla dorada de pliegues rectos y una capa pluvial bermellón salpicada por un delicado y discreto estampado la cual, ribeteada con una ancha cenefa dorada y ornamentada con vistosos relieves, se cierra en la zona del cuello con la cabeza alada de un querubín a modo de broche. A la altura del pecho, cercada por un marco de evidente corte barroco, se halla una oquedad (teca) rectangular acristalada a través de la cual se pueden contemplar las reliquias, mientras que en la parte posterior una diminuta puerta permite tocarlas.: 16 : 224 

## Legado
El relicario, expuesto al público desde 1994 y parte de la muestra En olor de santidad: relicarios de Galicia, celebrada en 2004 en la Catedral de Orense y en el Convento de Santo Domingo de Bonaval,: 224  constituye una de las piezas más destacadas del Museo Catedralicio, cuya colección fue tasada en 2009 en más de seis millones de euros, mientras que las reliquias gozaron antaño del fervor popular al ser empleadas por los peregrinos para frotase el cuerpo y, particularmente, las costillas con el fin de evitar la rabia. Pese a que la devoción a San Eleuterio está actualmente perdida en tierras orensanas, el relicario se erige como una de las piezas más importantes del museo junto con otras obras del mismo estilo, como los relicarios de Santa María Magalena y Santa Constanza, este último fechado hacia 1556, además de ser las reliquias que contiene parte de la amplia colección con la que cuenta la catedral, compuesta por restos de diversos santos, como San Rosendo, San Torcuato, Santa Faustina, San Cosme, San Damián, San Bonifacio, San Vidal, Santa Apolonia, Santa Cecilia, Santa Bibiana y Santa Úrsula.